# Osman Melgares
Osman Melgares Munguía (Tocoa, Honduras, 27 de noviembre de 1986) es un futbolista hondureño. Juega como mediocampista y su actual club es el Boca Juniors de la Liga de Ascenso de Honduras.

## Trayectoria

### Real Sociedad
Osman Melgares comenzó su carrera a los 17 años de edad con el Real Sociedad de la Liga de Ascenso. Posteriormente tendría un breve paso por los clubes Atlético Esperanzano y Atlético Municipal.
En 2012 su equipo consiguió el ansiado ascenso a la Liga Nacional de Honduras, donde logró destacar siendo pieza fundamental en tres subcampeonatos del club en la liga de máximo circuito. Hizo su debut en primera división el 9 de agosto de 2012 en un triunfo de Real Sociedad sobre Marathón por 2-1.

### Indy Eleven
El 6 de febrero de 2015 se anunció que había sido cedido por seis meses al Indy Eleven de la North American Soccer League. Melgares logró jugar siete partidos oficiales con el cuadro norteamericano, debutando el 5 de abril en el empate 1-1 frente al Atlanta Silverbacks.

### Regreso a Real Sociedad
El 13 de julio de 2015 fue oficializado su regreso al Real Sociedad.

## Clubes
| Club          | País           | Año         |
| ------------- | -------------- | ----------- |
| Real Sociedad | Honduras       | 2003 - 2015 |
| Indy Eleven   | Estados Unidos | 2015        |
| Real Sociedad | Honduras       | 2015 - 2018 |
| Juticalpa     | Honduras       | 2018 - 2019 |
| Real Sociedad | Honduras       | 2019 - 2022 |
| Boca Juniors  | Honduras       | 2022 - Act. |

## Palmarés

### Campeonatos nacionales
| Título                  | Club          | País     | Año  |
| ----------------------- | ------------- | -------- | ---- |
| Apertura del Ascenso    | Real Sociedad | Honduras | 2011 |
| Ascenso a Liga Nacional | Real Sociedad | Honduras | 2012 |

## Accidente automovilístico
El 13 de julio de 2015, mientras se conducía junto a dos amigos por la autopista CA-13, en el tramo que conecta al Departamento de Atlántida con el Departamento de Colón, el sedán Toyota Corolla en el cual se conducían perdió el control debido a un problema de frenos, y cayeron por un precipicio que hizo impactar el automóvil con la ribera del Río Papaloteca. Para fortuna del futbolista y de las personas que lo acompañaban, solamente hubo pérdidas materiales y no humanas; Melgares únicamente se lastimó el brazo izquierdo y el mismo día fue dado de alta en una clínica privada de Tocoa. Es destacable que Melgares, quien fue recogido por los otros dos pasajeros en el Aeropuerto Internacional Ramón Villeda Morales de San Pedro Sula apenas venía regresando de los Estados Unidos tras su breve participación con el Indy Eleven.